# Tahat
Tahat (arabsky تاهات‎) je hora vulkanického původu v saharském pohoří Ahaggar vysoká 2908 m n. m.. Leží na území Alžírska v provincii Tamanrasset asi 56 km severně od města Tamanrasset. Tahat je nejvyšší horou Ahaggaru i celého Alžírska. Na vrchol lze vystoupit pouze po horolezeckých cestách.
Hora byla poprvé zdolána v roce 1931.
Podle některých zdrojů se její vrchol nachází v nadmořské výšce 3003 m.